# Slave Play
Slave Play è un'opera teatrale del drammaturgo statunitense Jeremy O. Harris, portata al debutto a New York nel 2018. Affrontando i temi del razzismo, della sessualità e delle relazioni di potere, la pièce narra le vicende di tre coppie interrazziali che decidono di andare in terapia dopo che i partner di colore smettono di essere attratti sessualmente dai loro compagni bianchi. Il modo in cui Harris rappresenta il rapporto tra razza, sessualità e schiavitù all'interno del dramma è stato oggetto di reazioni contrastanti da parte della critica e del pubblico newyorchesi, ottenendo candidature ai più prestigiosi premi dell'Off Broadway ma venendo anche tacciata di "razzismo contro i bianchi".

## Trama

### Atto I -Work
Nella piantagione McGregor, nella Virginia prima della guerra di seccessione, la schiava nera Kaneisha danza sulle note della canzone di Rihanna "Work", quando viene interrotta dal sopraintendente Jim, armato di frusta. Jim si lamenta della sporcizia della stanza e chiede a Kaneisha come mai non l'abbia pulita meglio. Inferocito con la schiava, Jim getta a terra un melone di Cantalupo, ordinandole di mangiarlo. Costringe quindi Kaneisha a mangiare a terra come un animale, ma mentre lo fa la schiava comincia a danzare, una reazione che confonde ed eccita Jim. Il sopraintendente mette la mano della schiava sulla propria erezione e pratica cunnilingus sulla dona, che intanto gli chiede di chiamarla con ingiuriosi epiteti razziali.
Nella camera da letto di Madame Alana McGregor, la moglie del padrone, la donna chiama il suo servo mulatto Phillip e gli ordina di suonare il violino. Lo schiavo comincia a suonare il quartetto n.15 di Beethoven, ma la padrona lo interrompe, perché trova noiosa la musica europea. Gli chiede quindi di suonare la musica della sua gente e Philip comincia a suonare Ignition di R. Kelly. Alana comincia a danzare in maniera provocante e si siede su Phillip, strusciandosi sopra di lui: la donna dichiara di essere sotto un incantesimo mulatto di Phillip e di volere essere dentro di lui. Comincia quindi a penetrarlo con un dildo e quando gli chiede se gli piace trovarsi in una posizione da donna Phillip risponde di non esserne sicuro.
Intanto, nel fienile, Gary tiene sotto controllo Dustin, un uomo bianco che si trova in una condizione di servitù debitoria. Mentre si riposano, Gary comincia a burlarsi di Dustin per la loro condizione, soprattutto perché i due si trovano nell'inusuale situazione in cui è l'uomo di colore, Gary, ad avere potere su quello bianco. Tra i due scoppia una lite, ma Gary soggioga rapidamente Dustin e gli ordina di pulirgli gli stivali, un compito che gli fa guadagnare il nomignolo di "Boot Dustin" ("Dustin stivale"). Gary insinua che la schiavitù di Dustin comprometta il suo essere bianco. I due lottano ma la loro lite si trasforma in sesso: Dustin lecca il volto di Gary e comincia a toccarlo, prima di baciare il supervisore, che gli ordina di mettersi a terra per praticargli sesso orale. Ma quando Dustin si abbassa verso l'inguine dell'altro uomo, Gary gli mette lo stivale in bocca, un atto di dominazione che prima lo fa eiaculare e poi piangere.
Intanto, in altre parti della casa, Phillip continua a suonare con il violino musica che Alana non gradisce, mentre Kaneisha e Jim fanno sesso e la schiava gli chiede nuovamente di chiamarla "negra". Jim obbedisce e la cosa sembra dare un gran piacere alla donna, che si avvicina all'orgasmo, ma proprio quando Kaneisha sta per venire Jim si ferma, assume un accento britannico e afferma di non sentirsi a proprio agio con il termine. Jim allora usa la loro safeword ("Stabucks") e mette fine al gioco di ruolo. Si scopre infatti che le tre coppie interraziali stanno tutte facendo un gioco di ruolo sotto la supervisione delle psicologhe Patricia e Teà per migliorare l'intimità di coppie che non appartengono alla stessa etnia.

### Atto II -Process
Le tre coppie, Patricia e Teà sono nel pieno di una sessione di terapia di gruppo per curare l'anedonia. Giunti al quarto giorni della settimana di esperimenti, le tre coppie hanno appena sperimentato con le loro fantasie erotiche e gli otto cominciano a parlare della loro esperienza. Dustin nota che il compagno Gary sia finalmente riuscito a raggiungere l'orgasmo, ma l'altro fa notare che Dustin si è sentito a disagio per come il suo essere bianco sia stato oggetto d'indagine. Alana afferma che l'esperienza da "mistress" le è piaciuta molto e chiede a Phillip come sia stata l'esperienza per lui: durante il gioco di ruolo l'uomo è riuscito ad avere un'erezione, un fatto per lui inusuale. Le condivisioni delle coppie vengono continuamente interrotte dalle risate di Jim, finché Teá non gli chiede di condividere i suoi pensieri e le sue emozioni con il gruppo, soprattutto visto che è stato lui a porre fine al gioco di ruolo. Jim si sente a disagio con la terapia, un fatto che Teá non considera insolito, dato che la terapia è stata creata per aiutare i partner di colore a ritrovare il piacere sessuale con i compagni bianchi. Jim si sente a disagio nel rulo dello schiavista e crede che l'esperienza sia traumatica sia per lui che per la moglie Kaneisha, anche se la donna non è d'accardo. Secondo Jim, che ridicolizza i problemi degli altri, è la terapia ad esacerbare i problemi sessuali con la moglie, anche se Kaneisha dissente fortemente. Rileggendo il verbale dell'incontro, Teá e Patricia notano che sono stati soprattutto uomini bianchi a esternare, un'affermazione che fa indispettire Dustin, a cui non piace sentirsi identificare come un uomo bianco. Dustin e Gary ricominciano allora una vecchia discussione su dove dovrebbero trasferirsi, con Dustin che insiste su un quartiere più gentrificato che non piace a Gary. Dustin ribadisce inoltre di non vedere il proprio essere bianco, un fatto però che sembra voler negare l'identità di Gary come afroamericano. Phillip, che non ha parlato molto, interviene per dire che la terapia gli sembra falsa, ma viene interrotto da Alana, che è ancora arrabbiata perché Jim ha fatto interrompere il gioco di ruolo.
Patricia e Teá cominciano allora a spiegare la terapia (da loro battezzata "Antebellum Sexual Performance Therapy"), che le due hanno sviluppato come tesi di laurea rispettivamente alla Smith e a Yale. Patricia, che continua a interrompere Teá, spiega che anche loro due sono una coppia e che insieme stanno studiando come l'anedonia sia causata da traumi atavici legati alla razza e al razzismo. Phillip interviene per lamentarsi che nessuno dei suoi partner lo vede come un afroamericano e che il suo essere mulatto è per lui fonte di disagio e mancata identificazione sia con le comunità bianche che con quelle di colore. Gary chiede il perché della musica durante l'esperimento e Teá spiega che esistono connessioni tra la musica e l'appartenenza etnica di certe persone. Kaneisha osserva che sentiva di essere per una volta in controllo della situazione durante il gioco di ruolo e che Jim le abbia strappato via il potere usando la parola di sicurezza. Gary è d'accordo con la donna, ma Phillip ha un'opinione diversa e rivela di aver incontrato Alana perché l'ex marito della donna amava la triolagnia: incontrando clandestinamente la donna sposata Phillip riusciva a sentirsi maggiormente in contatto con le sue origini afroamericani, credendo che Alana avesse scelto un amante di colore per eccentuare l'elemento trasgressivo della liaison. Alana nega, ma Phillip ribadisce che ora che si trova in una relazione stabile con lei sente di aver perso la propria appartenenza etnica. La conversazione degenera: Alana scoppia in lacrime e Gary chiede a Dustin perché continua a insistere sul non essere bianco, causando quasi una rissa sedata da Patricia e Teá. Jim prova a leggere qualcosa che ha scritto sul cellulare sul fatto che Kaneisha lo guardi con disgusto e la donna ribadisce chiamandolo un virus. Kaneisha afferma che Gary non l'ascolta e che il problema della loro relazione non è la sua etnia, ma quella di Jim, vedendo in lui tutto il peggio della cultura bianca europea che ha portato al genocidio dei nativi americani. Poi si rivolge a Patricia e Teá, affermando che il problema non è, come credono loro, la teorizzazione del desiderio afroamericano.

### Atto III -Exorcise
Nella stanza di Jim e Kaneisha, la donna sta facendo le valigie in una stanza, quando il compagno entra. Jim e Kaneisha parlano della terapia e ricordano come si sono incontrati. Kaneisha ripensa alla sua infanzia e, in particolare, a una gita di scuola in una colonia, che lei ha visto con occhi ben diversi di quelli dei suoi compagni bianchi. Dice di essersi innamorata di lui perché, pur essendo bianco, non era un americano, ma ormai ha smesso di essere attratta da lui tre anni prima e la loro relazione ne ha risentito: ha infatti cominciato a notare in Jim il legame tra il potere e l'essere bianco, un collegamento di cui lui non era consapevole. La terapia ha risvegliato il desiderio sessuale in lei e Jim la spinge a terra, torna ad interpretare il sopraintendente della piantagione e la prende con forza, finché lei non dice la parola di sicurezza e si ferma. Keneisha ringrazia Jim per averla ascoltata.

## Personaggi
- Kaneisha: afroamericana di ventotto anni con una relazione con Jim. Soffre di anedonia.
- Jim: un ricco venticinquenne britannico impegnato una relazione con Kaneisha.
- Phillip: mulatto di trent'anni in una relazione con Alana. Soffre di anedonia.
- Alana: donna bianca di trentasei anni, impegnata con Phillip.
- Dustin: ventottenne bianco e omosessuale, impegnato in una relazione con Gary.
- Gary: ventisettenne afroamericano e omosessuale, impegnato in una relazione con Dustin.
- Teá: ventiseienne mulatta e omosessuale, impegnata in una relazione con Patricia.
- Patricia: psicologa trentenne, di colore e omosessuale, impegnata in una relazione con Teá.

## Origini

### Composizione e stampa
Jeremy O. Harris ha cominciato a scrivere Slave Play durante il suo primo anno della laurea magistrale in drammaturgia a Yale, presentandone una prima versione in scena al Langston Hughes Festival nell'ottobre 2017. Harris ha continuato a lavorare al testo durante un programma per giovani scrittori all'Eugene O'Neill Theater Center di Waterford. Qui cominciò a collaborare con il regista Robert O'Hara, che era stato insegnante di Harris brevemente alla DePaul University e poi a Yale. Alla fine del luglio 2018 una lettura pubblica del dramma si tenne alla National Playwrights Conference.
La casa editrice newyorchese Theatre Communications Group ha pubblicato il testo del dramma nel 2019.

## Commento
Jeremy O. Harris ha affermato che attraverso i temi del razzismo, della sessualità e delle relazioni di potere all'interno di una coppia interrazziale, Slave Play "mostra i modi inconsapevoli con cui le persone bianche occupano lo spazio che non aprono alle persone di colore". La giornalista Lapacazo Sandoval ha descritto la pièce come uno spaccato realistico del razzismo in America, soprattutto di come il razzismo persista anche dopo l'abolizione della schiavitù. Attraverso le lenti dello schiavismo, il dramma svela le dinamiche del razzismo velato che si manifesta con micro-aggressioni e tensioni etniche che esistono nelle coppie interrazziali. Mettendo in dialogo il periodo dello schiavismo con il presente, il dramma usa i temi del tempo e della storia per mostrare come il trauma della schiavitù persiste anche dopo generazioni, sia nei singoli afroamericani che nell'interna società statunitense come comunità.
In particolare, Slave Play ha tra i suoi protagonisti personaggi bianchi che non sono dichiaratamente razzisti, tanto che essi sono impegnati in relazioni con persone di colore, ma in cui esistono comunque pensieri o sentimenti razzisti inevitabilmente scolpiti nell'immaginario comune a discapito delle credenze personali. La critica Soraya Nadia McDonald ha anche evidenziato come il dramma sia critica del concetto di "innocenza razziale" (racial innocence), il pensiero secondo cui l'essere bianchi è caratterizzato da un'"assenza" dal punto di vista razziale: l'essere bianchi non significherebbe appartenere a una "razza", ma sarebbe una sorta di condizione "neutra" con cui incontrastato persone asiatiche o africane. Nel ricreare dinamiche coloniali, il dramma mette in evidenza per i personaggi la loro appartenenza alla "razza" caucasica, facendo notare a loro e al pubblico che anche l'uomo bianco è "l'altro" per certe persone.
Nonostante le recensioni positive da molte testate statunitensi, i temi di Slave Play e le scene di violenza e nudo hanno destato scalpore e proteste sia da parte di alcuni che del pubblico. Il critico Thom Geier ha accusato Harris di non andare mai al di là delle semplice provocazione, mentre lo scrittore afroamericano Juan Michael Porter II ha ritenuto Slave Play un'enorme semplificazione della complessa realtà del razzismo in America. Il dramma ha suscitato forti reazioni anche nel pubblico, soprattutto per la rappresentazione di donne afroamericani e per una presunta mancanza di rispetto per l'orrore dello schiavismo e della violenza sessuale perpetrata ai danni degli schiavi africani portati a forza nelle piantagioni del Sud. Per questi motivi diverse petizioni hanno chiesto la chiusura del dramma a Broadway. Durante un dibattito tra Harris e il cast dopo una rappresentazione a Broadway, una donna del pubblico ha accusato Slave Play di essere razzista nei confronti delle persone caucasiche, un'accusa che Harris ha negato.

## Il debutto internazionale
La prima del dramma andò in scena al New York Theatre Workshop (NYTW) dell'Off Broadway durante la stagione teatrale 2018/2019. Dopo un periodo di anteprime cominciato il 19 novembre 2018, Slave Play debuttò ufficialmente il 9 dicembre 2018, rimanendo in scena al NYTW fino al 13 gennaio 2019. Inizialmente le repliche avrebbero dovuto terminare il 30 dicembre, ma la grande richiesta di biglietti spinse il teatro a prolungare l'allestimento di due settimane, durante le quali ogni rappresentazione registrò il sold-out. Robert O'Hara curava la regia, mentre il cast era composto da: Teyonah Parris (Kaneisha), Paul Alexander Nolan (Jim), Sullivan Jones (Phillip), Annie McNamara (Alana), James Cusati-Moyer (Dustin), Ato Blankson-Wood (Gary), Chalia La Tour (Teá) ed Irene Sofia Lucio (Patricia).
Nonostante il clamore mediatico che accompagnò la pièce nell'Off Broadway, Slave Play è stata riproposta anche a Broadway per una stagione limitata della durata di diciassette settimane al John Golden Theatre. O'Hara tornò a curare la regia e l'intero cast dell'Off Broadway tornò a ricoprire i rispettivi ruoli, con l'eccezione di Joaquina Kalukango che sostituì Parris nel ruolo di Kaneisha. Il dramma è rimasto in cartellone per 150 rappresentazioni. Nell'ottobre 2020 Slave Play è stato candidato a un numero record di dodici Tony Award, più di ogni altra opera teatrale nella storia del premio. Nella stagione teatrale 2021/2022, Slave Play è stato riproposto a Broadway, questa volta in scena all'August Wilson Theatre, prima di esordire al Mark Taper Forum di Los Angeles, sempre con la regia di O'Hara.
Nell'estate 2024 il dramma viene riproposto sulle scene londinesi, in cartellone al Noël Coward Theatre per la regia di O'Hara e James Cusati-Moyer, Chalia La Tour, Annie McNamara e Irene Sofia Lucio nuovamente nel cast, affiancati da Kit Harington (Jim), Olivia Washington (Kaneisha), Fisayo Akinade ed Aaron Heffernan. Ancora prima dell'inizio delle repliche, sono insorte proteste a causa della scelta dei produttori e dell'autore di due serate "black out" desinate prevalentemente a un pubblico di colore (senza proibire l'accesso al pubblico caucasico) per incoraggiare spettatori afro-britannici ad andare a teatro e sperimentare la pièce senza risentire dello "sguardo dei bianchi" (white gaze). Il primo ministro Rishi Sunak ha criticato l'iniziativa, descrivendola "sbagliata e divisiva".

## Riconoscimenti
Lucille Lortel Award (2019)
- Candidatura Migliore opera teatrale
- Candidatura Miglior attore non protagonista a Ato Blankson-Wood

Drama Desk Award (2019)
- Candidatura Miglior lighting design a Jiyoun Chang
- Miglior Fight Choreography a Claire Warden

Drama League Award (2020)
- Candidatura Migliore opera teatrale
- Candidatura Miglior performance a Ato Blankson-Woo

Tony Award (2020)
- Candidatura Migliore opera teatrale
- Candidatura Miglior regia di un'opera teatrale a Robert O'Hara
- Candidatura Miglior attrice protagonista in un'opera teatrale a Joaquina Kalukango
- Candidatura Miglior attore non protagonista in un'opera teatrale a Ato Blankson-Wood
- Candidatura Miglior attore non protagonista in un'opera teatrale a James Cusati-Moyer
- Candidatura Miglior attrice non protagonista in un'opera teatrale a Chalia La Tour
- Candidatura Miglior attrice non protagonista in un'opera teatrale a Annie McNamara
- Candidatura Miglior scenografia di un'opera teatrale per Clint Ramos
- Candidatura Migliori costumi di un'opera teatrale a Dede Ayite
- Candidatura Miglior lighting design di un'opera teatrale a Jiyoun Chang
- Candidatura Miglior sound design di un'opera teatrale a Lindsay Jones
- Candidatura Miglior colonna sonora originale a Lindsay Jones

## Citazioni e riferimenti
Nel quarto episodio della quarta stagione di The Good Fight, "The Gang is Satirized and Doesn't Like It", viene messo in scena a Chicago un dramma fittizio evidentemente ispirato a Slave Play: Cocksucker in Chains, del drammaturgo immaginario Jumaane Jenkins. Così come Slave Play, Cocksucker in Chains affronta in maniere esplicita il legame tra razzismo e sessualità, andando incontro al malcontento del pubblico e accuse di razzismo contro i bianchi. Jeremy O. Harris ha giudicato positivamente l'episodio.